# 哈维·西蒙斯
哈维·昆廷·谢伊·西蒙斯（荷蘭語：Xavi Quentin Shay Simons，發音：[ˈt͡ɕɑʋi ˈsimɔns]；2003年4月21日—）是一名荷兰足球运动员，场上司职中场，現效力於德甲球隊RB萊比錫。荷兰国家足球队成員。

## 早年
西蒙斯出生在阿姆斯特丹，他的父亲是苏里南裔前荷兰足球运动员雷吉利奥·西蒙斯。

## 俱乐部生涯

### 巴塞罗那
西蒙斯在2010年加入了巴塞罗那的青训。有媒体称，英超豪门切尔西想要将其招入自家青训。

### 巴黎圣日耳曼
2019年7月，西蒙斯離開巴塞罗那，轉投法甲巴黎圣日耳曼的青训。 有报道称，他的年薪将会达到100万欧元。
2020年8月5日，西蒙斯在巴黎圣日耳曼1-0小胜索肖的友谊赛中完成了他非正式的职业队首秀。
2021年2月10日，在巴黎圣日耳曼客场1-0小胜卡昂的法国杯第6轮比赛中，西蒙斯替补出场，换下了德拉克斯勒，完成了一线队首秀。2个月后，在巴黎圣日耳曼4-1大胜斯特拉斯堡的法甲比赛中，西蒙斯替补登场，换下了埃雷拉，完成了法甲首秀。

## 国家队生涯

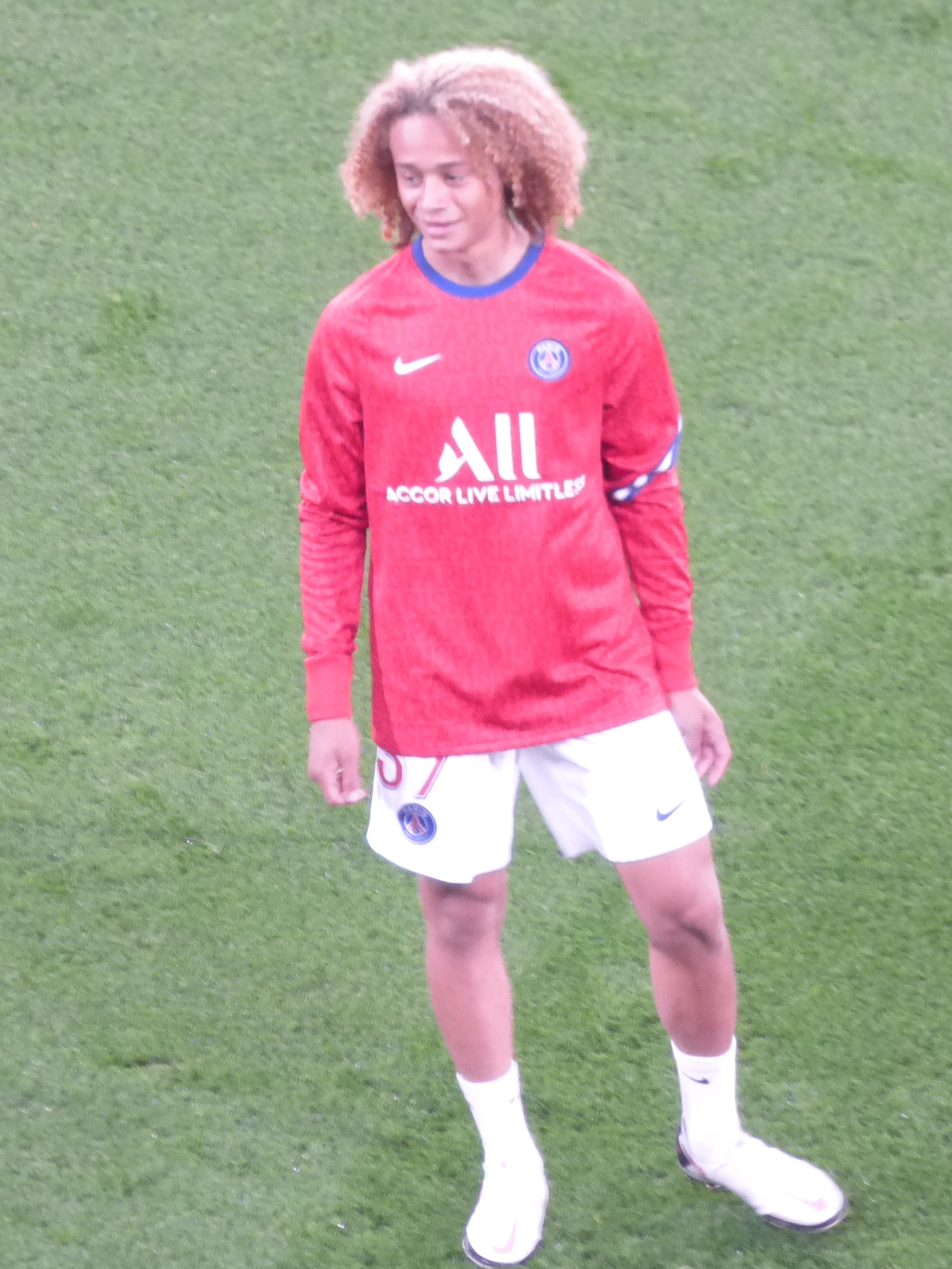
2020年，西蒙斯在大巴黎U19对朗斯U19的比赛中

西蒙斯代表过荷兰的U-15、U-16、以及U-17国家队参加国际比赛。
2022年11月，西蒙斯獲选入2022年世界盃荷蘭的最終26人名單。12月3日，他在世界杯16強对阵美国的比赛中首次於賽事亮相，球隊最終以3-1获胜。
2024年5月，西蒙斯入选荷兰参加2024年歐洲足球錦標賽的最终名单。

## 个人生活
2020年3月，他被进球网评为“下一代-2020”成员之一，也就是世界上最有潜力的50名足球新星。
西蒙斯也曾被卫报评为“下一代2020”之中。
西蒙斯在社交媒体Instagram上有着超过270万名关注者。他也与运动用品制造商耐克签订了赞助合同。

## 榮譽
巴黎圣日耳曼
- 法國足球甲級聯賽冠軍 : 2021–22
- 法國盃冠軍 : 2020–21[18]

PSV燕豪芬
- 荷蘭盃冠軍 : 2022–23[19]
- 告魯夫盾冠軍 : 2022

RB萊比錫
- 德國超級盃冠軍 : 2023[20]